# Công Dã Tràng
Công Dã Tràng (chữ Hán: 公冶長, 519 TCN - 470 TCN), tự Tử Tràng (chữ Hán: 子長), Tử Chi (chữ Hán: 子芝), là một học giả nước Lỗ cuối thời Xuân Thu. Ông đồng thời là môn đồ và con rể của Khổng tử.

## Tiểu sử
Công Dã Tràng sinh trưởng tại nơi hiện nay là thành phố cấp huyện Cao Mật (địa cấp thị Duy Phường, tỉnh Sơn Đông, Trung Hoa), danh trạng của ông được lưu trọn trong chương thứ năm của Luận ngữ, Nho gia liệt ông vào 72 tiên hiền và phụng thờ như một á thánh ở văn miếu. Đường Huyền Tông suy tôn ông là Cử bá (莒伯), Tống Chân Tông gia phong tước vị Cao Mật hầu (高密侯), đến Minh Thế Tông lại đổi thành Tiên hiền Công Dã tử (先賢公冶子).